# Thinophilus canities
Thinophilus canities är en tvåvingeart som beskrevs av Van Duzee 1926. Thinophilus canities ingår i släktet Thinophilus och familjen styltflugor. Inga underarter finns listade i Catalogue of Life.